# Cabil
El idioma cabil (también denominado cavil o cauil) fue una lengua mayense, actualmente desaparecida, hablada en los pueblos de Chicomuselo, Comalapa, Yayagüita y Huitatán, en el estado de Chiapas.
El único texto colonial que se conoce en cabil es el manuscrito de fray Domingo Paz, titulado Confesionario y Doctrina christiana en lengua chanabal de Comitán y Tachinulla en las Chiapas, el documento incluye, además del cabil, textos escritos en mochó, lengua utilizada por los motozintlecos y en chanabal o tojolabal, hablado principalmente en Comitán. Específicamente, el texto en cabil se lee en las fojas [9v.-11].
El Confesionario mencionado, forma parte de la colección de manuscritos que reunió el abate Brasseur de Bourbourg, procedentes de México y Guatemala, misma que registró en su Bibliothéque México-Guatemalienne prècédée d'un coup d'ail les ètudes americaines... (1871), los que pasaron después a manos de Auguste Pinart quien los incluyó en su Catalogue des livres rares et précieux, principalment sur l´Amerique et sur les langues du monde (1883) y posteriormente a diversas bibliotecas.